# リトアニア自由連合 (1990-2003)
リトアニア自由連合（リトアニア語: Lietuvos liberalų sąjunga、略称：LLS）は、1990年から2003年まで存在したリトアニアの政党である。

## 歴史
1990年、結党された。
2002年、ロランダス・パクサス元首相らが自由連合を離党し、自由民主党 (LDP) を結成した。
2003年、自由連合はリトアニア中道連合 (LCS) および現代キリスト教民主連合 (MKDS) と合併して、自由中道連合 (LiCS) となった。

## 歴代党首
- 1990年 - ：ヴィータウタス・ラジヴィラス (Vytautas Radžvilas)
- 1993年 - ：シャルーナス・ダヴァイニス (Šarūnas Davainis)
- 1995年 - ：ギヌティス・ヴェンツュス (Ginutis Vencius)
- 1996年 - ：エウゲニユス・ゲントヴィラス (Eugenijus Gentvilas)
- 1999年 - ：ロランダス・パクサス (Rolandas Paksas)
- 2001年 - ：エウゲニユス・ゲントヴィラス (Eugenijus Gentvilas)